# ソードフィッシュ (イギリス潜水艦・2代)
ソードフィッシュ (HMS Swordfish, 61S) は、イギリス海軍の潜水艦。S級潜水艦の1隻。1940年11月にイギリス海峡で沈没した。その名を持つ艦としては3隻目。

## 艦歴
ソードフィッシュはチャタム造船所で1930年12月1日に起工し、1931年11月10日に進水、1932年11月28日に就役した。1940年11月7日、40名の乗組員と共にポーツマスを出航、フランスのブレスト近くでパトロール中のウスク (HMS Usk, N65) とその任を交代するために向かったが、その後、消息不明となる。当時、ドイツの駆逐艦によって沈められたものと考えられたが、1983年に地元ダイバーによってその船体が発見された。その残骸は機雷によって前方の砲部分から真っ二つになったものであった。残骸はワイト島のセント・キャサリンズ・ヘッドから南方12マイルの海域で、46mの海底に沈んでいる 。沈没海域は1986年の戦跡保護法によって保護地点として指定されている。

## 参照
1. ↑  Submarine losses 1904 to present day, RN Submarine Museum, Gosport
2. ↑  Disappearance of HMS Swordfish Archived 2006年5月19日, at the Wayback Machine., Isle of Wight index
3. ↑  HMS Swordfish, Uboot.net
4. ↑  “Statutory Instrument 2008/0950”. Office of Public Sector Information, 1 April 2008. 2008年7月19日閲覧。

座標: 北緯50度28分 西経1度21分 / 北緯50.467度 西経1.350度